# 谢尔河畔法沃罗勒
谢尔河畔法沃罗勒（法語：Faverolles-sur-Cher，法語發音：[favʁɔl syʁ ʃɛʁ]）是法国卢瓦-谢尔省的一个市镇，位于该省西南部，属于布卢瓦区。

## 地理
谢尔河畔法沃罗勒（47°19'17"N, 1°11'8"E）面积15.51 平方千米，位于法国中央-卢瓦尔河谷大区卢瓦-谢尔省，该省份为法国中北部省份，北起厄尔-卢瓦省，东北接卢瓦雷省，东南接谢尔省，南至安德尔省，西南接安德尔-卢瓦尔省，西北接萨尔特省。
与谢尔河畔法沃罗勒接壤的市镇（或旧市镇、城区）包括：塞雷拉龙德、图赖讷地区希赛、蒙特里沙尔-瓦勒德谢尔、谢尔河畔圣乔治、圣于连德谢东。

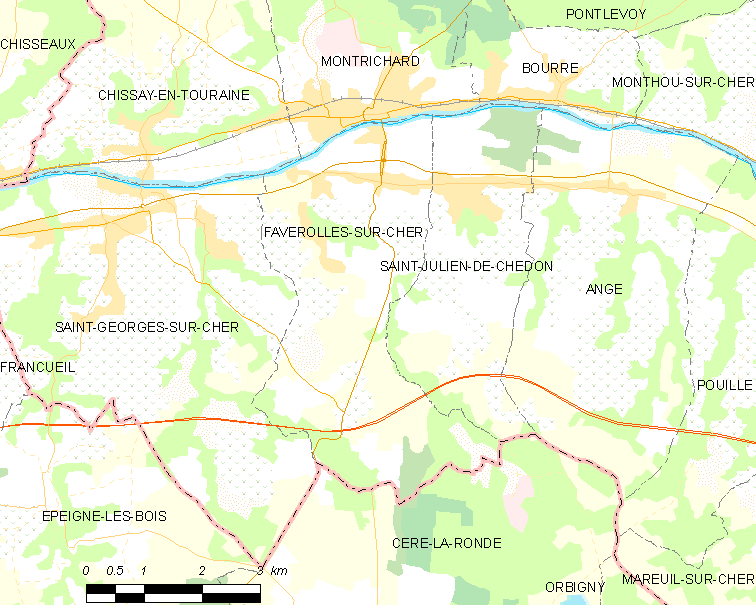
谢尔河畔法沃罗勒的OSM定位图

谢尔河畔法沃罗勒的时区为UTC+01:00、UTC+02:00（夏令时）。

## 行政
谢尔河畔法沃罗勒的邮政编码为41400，INSEE市镇编码为41080。

## 政治
谢尔河畔法沃罗勒所属的省级选区为蒙特里沙尔-瓦勒德谢尔县。

## 人口

1962-2008年间谢尔河畔法沃罗勒人口变化图示

谢尔河畔法沃罗勒于2022年1月1日时的人口数量为1426人。